# Carex subspathacea
Carex subspathacea là một loài thực vật có hoa trong họ Cói. Loài này được Wormsk. ex Hornem. mô tả khoa học đầu tiên năm 1816.